# Seal Island (Südafrika)
Seal Island ist eine 0,6 Hektar große Insel in der Algoa Bay, die zu den Bird Islands (Bird-Island-Inselgruppe) gehört. Sie liegt 360 m nordwestlich von Bird Island.
Die Insel erhielt ihren Namen wegen der großen Population an Robben (engl. seal).